# 柠檬黄轴腹菌
柠檬黄轴腹菌（学名：Hydnangium citrinum）是属于伞菌目轴腹菌科轴腹菌属的一种担子菌。该种分布于中国、美国等地。